# Missentjärnarna (Arvidsjaurs socken, Lappland, 726799-165895)
Missentjärnarna är en sjö i Arvidsjaurs kommun i Lappland och ingår i Byskeälvens huvudavrinningsområde. Sjön har en area på 0,0583 kvadratkilometer och ligger 465,2 meter över havet. Missentjärnarna ligger i Byskeälven Natura 2000-område. Sjön avvattnas av vattendraget Slevån.

## Delavrinningsområde
Missentjärnarna ingår i det delavrinningsområde (726720-166018) som SMHI kallar för Mynnar i Granträsket. Medelhöjden är 444 meter över havet och ytan är 30,22 kvadratkilometer. Det finns inga avrinningsområden uppströms utan avrinningsområdet är högsta punkten. Slevån som avvattnar avrinningsområdet har biflödesordning 4, vilket innebär att vattnet flödar genom totalt 4 vattendrag innan det når havet efter 138 kilometer. Avrinningsområdet består mestadels av skog (62 procent) och sankmarker (35 procent). Avrinningsområdet har 0,48 kvadratkilometer vattenytor vilket ger det en sjöprocent på 1,6 procent.